# Nauruanci
Nauruanci, maleni mikronezijski narod nastanjen na otočnoj državi Nauru. Svoje porijeklo vuku od 10 od ukupno 12 izvornih plemena, to su: Deiboe, Eamgum, Eamwidamit, Eamwidara, Eamwit, Eano, Emeo, Eoraru, Irutsi, Iruwa, Iwi i Ranibok. Plemena Irutsi i Iwi su nestali. Od cjelokupne populacije na domaće Nauruance otpada oko 6,000, ostali stanovnici otoka su doseljenici iz Kiribata, Tuvalua, Fidžija, Novog Zelanda, Kine, Filipina i Australije.

## Jezik
Nauruski jezik pripada austronezijskoj porodici, 6,000 govornika (1991 Bender and Rehg), ali su gotovo svi bilingualni u engleskom, kojega govore kao svoj jezik.

## Život i običaji
Zbog same izolacije otoka, nije poznato kada su na njega došli prvi preci današnjih Nauruanaca. U vrijeme dolaska prvih Europljana u 18. stoljeću oni su bili podijeljeni na 12 plemena, svako sa svojim poglavicom. Nauruanci su ribarski narod. Život Nauruanaca vezan je uz more i ribolov kao jednim od najznačajnijih aktivnosti, pri čemu se tradicionalno služe mrežama, udicama, lukom i strijelom, kopljima pa i golim rukama. Ribolov je muški posao a tradicionalne metode ribolova lukom i strijelom i kopljima već se odavno ne koriste. Ženski ribolov tek je sakupljanje mekušaca u plićacima stjenovitih obala otoka. Porijeklo se pratilo po ženskoj liniji.

## Religija
Nauruanci su kršćani, od kojih dvije trećine pripadaju nauruanskoj protestantskoj crkvi, a jedna trećina su katolici.

## Vanjske poveznice
- Culture of NAURU